# Sadio Mané
Sadio Mané (sinh ngày 10 tháng 4 năm 1992) là một cầu thủ bóng đá chuyên nghiệp người Sénégal hiện đang thi đấu ở vị trí tiền đạo cánh cho câu lạc bộ Saudi Pro League Al Nassr và đội tuyển bóng đá quốc gia Senegal. Được đánh giá là một trong những cầu thủ xuất sắc nhất thế giới trong thế hệ của mình và là một trong những cầu thủ châu Phi vĩ đại nhất mọi thời đại, anh nổi tiếng nhờ lối chơi giàu kỹ thuật, tốc độ, khả năng dứt điểm chuẩn xác và khả năng xử lý bóng thượng hạng.
Anh hiện đang giữ kỷ lục là cầu thủ lập hat-trick nhanh nhất trong lịch sử Premier League với thành tích 2 phút 56 giây trong chiến thắng 6-1 trước Aston Villa trong mùa bóng 2014–15 khi còn khoác áo Southampton.
Mané bắt đầu sự nghiệp tại câu lạc bộ Pháp Metz, sau đó chuyển đến Áo thi đấu cho Red Bull Salzburg. Tại Salzburg, anh có được cú đúp danh hiệu Giải vô địch bóng đá Áo và Cúp bóng đá Áo trong mùa giải 2013–14. Năm 2014, anh bắt đầu chuyển đến Anh thi đấu và Southampton là câu lạc bộ đầu tiên. Hai năm sau đó, anh đến Liverpool với phí chuyển nhượng 34 triệu euro, giúp anh trở thành cầu thủ châu Phi đắt giá nhất lịch sử.
Ở cấp độ đội tuyển quốc gia, Sadio Mané từng là thành viên đội U-23 Sénégal tham dự Thế vận hội Mùa hè 2012 và đội Senegal tham dự CAN 2015, CAN 2017, World Cup 2018, CAN 2019 và CAN 2021.

## Sự nghiệp câu lạc bộ

### Sự nghiệp ban đầu
Mané sinh ra ở Bambali, Sédhiou, Senegal. Anh theo đuổi sự nghiệp bóng đá mặc dù cha anh là một giáo sĩ cấm anh chơi môn thể thao này khi còn nhỏ; tuy nhiên, cha anh qua đời khi anh được bảy tuổi. Sau đó, anh trốn khỏi quê nhà và đến Dakar năm 15 tuổi để theo đuổi ước mơ trở thành một cầu thủ bóng đá, kể từ đó anh được gia đình ủng hộ để phát huy hết khả năng của mình.
Năm 2009, khi chơi ở M'Bour, anh được các tuyển trạch viên phát hiện và sau đó được chuyển đến Génération Foot, nơi anh đã giúp họ thăng hạng lên giải hạng hai trong mùa giải 2010–11.

### Metz
Năm 2011, Mané gia nhập Metz có quan hệ đối tác với Génération Foot. Mané bắt đầu sự nghiệp thi đấu chuyên nghiệp tại câu lạc bộ Pháp Metz vào ngày 14 tháng 1 năm 2012. Anh có trận đấu đầu tiên khi vào sân thay cho Kévin Diaz ở phút 75 trận đấu với Bastia ở Ligue 2. Tổng cộng anh có 19 lần ra sân trong mùa giải, trong đó có 12 trận đá chính và ghi được một bàn thắng trong trận thua 2–5 trước Guingamp tại Sân vận động Saint-Symphorien vào ngày 4 tháng 5. Kết thúc mùa giải 2011-12, Metz đã bị rớt hạng xuống giải hạng ba Pháp Championnat National.

### Red Bull Salzburg

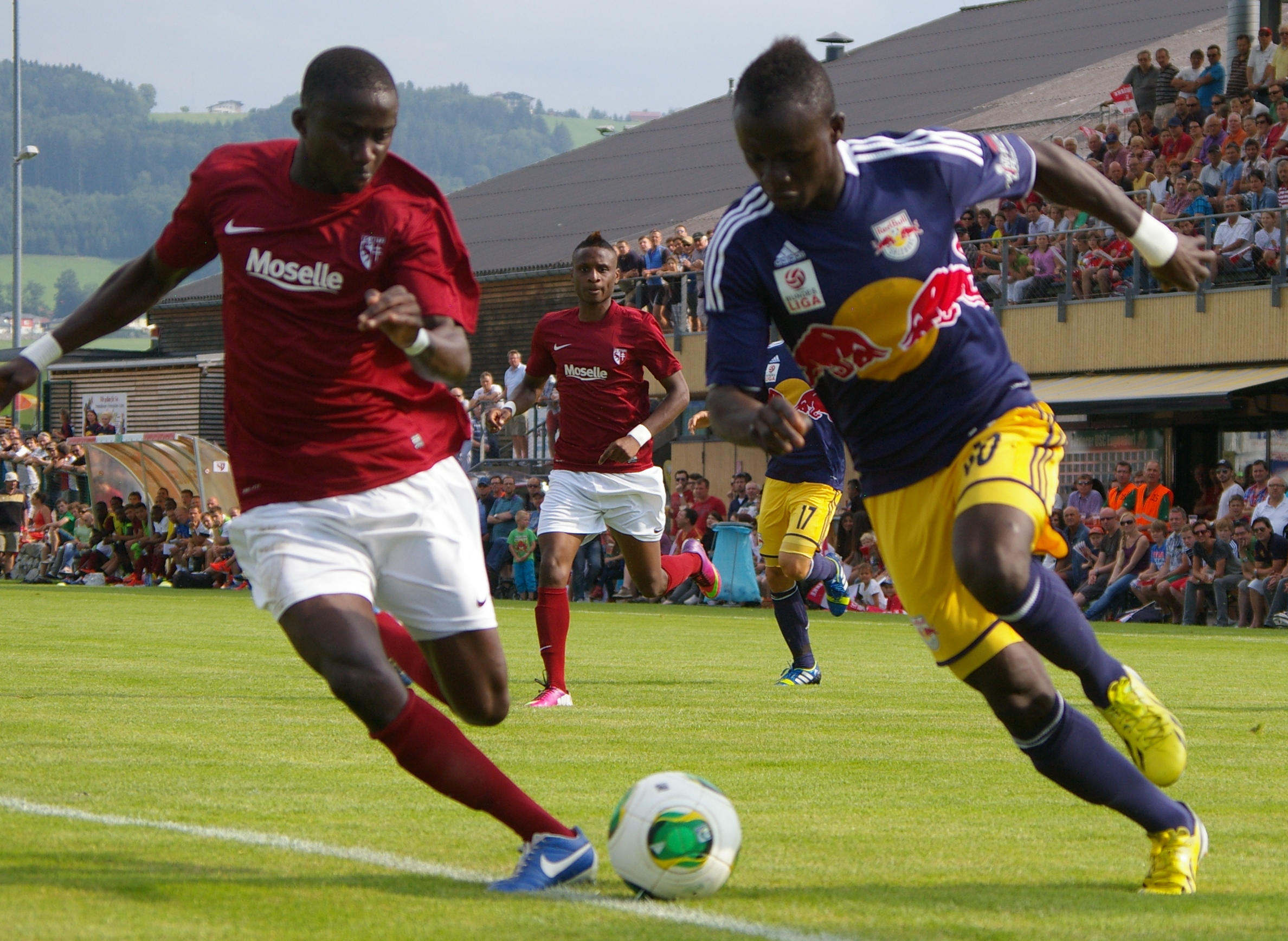
Mané trong màu áo Red Bull Salzburg (xanh dương) đối đầu với đội bóng cũ Metz vào tháng 7 năm 2013

Ngày 31 tháng 8 năm 2012, Mané chuyển đến Áo thi đấu cho Red Bull Salzburg với mức phí chuyển nhượng cao thứ ba trong lịch sử của câu lạc bộ Pháp. Phí chuyển nhượng ước tính vào khoảng 4 triệu €.
Ngày 31 tháng 10 năm 2012, anh lập được hat-trick trong chiến thắng 3–1 trước Kalsdorf tại vòng ba Cúp quốc gia Áo. Ngày 27 tháng 10 năm 2013, anh lập một hat-trick nữa, lần này là vào lưới đối thủ Grödig tại Giải vô địch bóng đá Áo. Trong trận bán kết Cúp quốc gia Áo vào ngày 7 tháng 5 năm 2014 khi Salzburg đánh bại Horn 7–0, Mane đã góp ba bàn thắng.
Kết thúc mùa giải 2013-14, mùa giải cuối cùng của Mane tại Salzburg, anh đã cùng câu lạc bộ giành được cú đúp danh hiệu tại giải quốc nội. Anh thi đấu tổng cộng 87 trận, ghi được 45 bàn và có 32 đường kiến tạo cho câu lạc bộ của Áo sau hai mùa giải.

### Southampton

#### Mùa giải 2014–15
Ngày 1 tháng 9 năm 2014, Mané chính thức chuyển đến Premier League thi đấu cho Southampton với phí chuyển nhượng 11,8 triệu £ và hợp đồng có thời hạn bốn năm Anh có trận đấu đầu tiên cho Southampton vào ngày 23 tháng 9 trong trận thắng 2-1 trước Arsenal tại Cúp Liên đoàn bóng đá Anh trong đó anh là người đã đem về quả phạt đền giúp Southampton mở tỉ số trận đấu. Bốn ngày sau đó, anh có trận đầu tiên tại Giải ngoại hạng Anh gặp QPR và có pha kiến tạo cho Ryan Bertrand ghi bàn.
Anh có bàn thắng đầu tiên cho Southampton vào ngày 25 tháng 10 trong chiến thắng 1-0 trước Stoke City. Trong tháng 12 và tháng 1, anh ghi bàn trong ba trận đấu liên tiếp, lần lượt là Crystal Palace, Chelsea và Arsenal. Ngày 7 tháng 2 năm 2015, anh ghi bàn duy nhất trong trận đấu với QPR ở phút 93 của trận đấu. Mané không có tên trong đội hình chính thức của Southampton trong trận thua 0–2 trước Liverpool vào ngày 22 tháng 2 vì lý do có mặt tại sân trễ và phải chịu "án phạt" từ huấn luyện viên Ronald Koeman.
Ngày 16 tháng 5 năm 2015, Mané lập hat-trick chỉ trong vòng 2 phút 56 giây (176 giây) trong chiến thắng 6-1 trước Aston Villa trên Sân vận động St. Mary's, cụ thể anh mở tỷ số ở 12 phút 22 giây. Tiếp đó là bàn thắng thứ hai ở 13 phút 46 giây và bàn thứ ba ở 15 phút 18 giây. Đây là kỷ lục lập hat-trick nhanh nhất của Giải ngoại hạng Anh, vượt qua kỷ lục cũ 4 phút 33 giây do Robbie Fowler lập vào năm 1994.

#### Mùa giải 2015–16

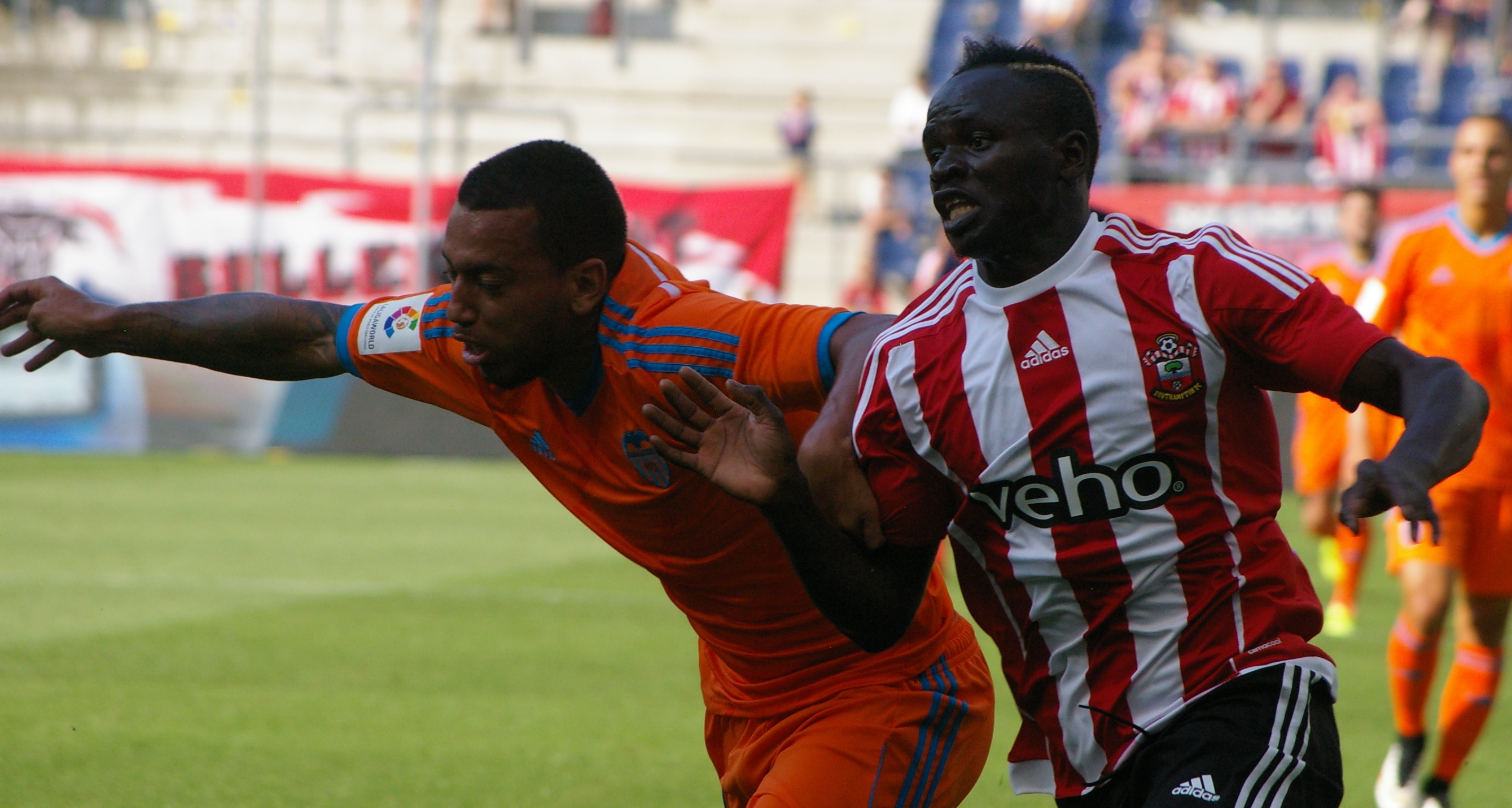
Mané (phải) chơi cho Southampton năm 2015.

Mané bắt đầu mùa giải 2015–16 cùng Southampton một cách thuận lợi với hai pha kiến tạo và một bàn thắng trong hai trận lượt đi và về vòng sơ loại thứ ba UEFA Europa League thắng đội bóng Hà Lan Vitesse Arnhem tổng hai lượt 5-0. Ngày 2 tháng 12 năm 2015, anh ghi bàn mở tỉ số trong trận tứ kết League Cup chỉ 39 giây sau khi trận đấu bắt đầu, nhưng chung cuộc đội bóng của anh lại để thua Liverpool 1-6.sau đó anh đi 
Vào ngày 2 tháng 1 năm 2016, anh lại bị huấn luyện viên Ronald Koeman loại khỏi đội hình xuất phát trong trận đấu với Norwich City khi anh đến muộn trong một cuộc họp trước trận đấu. Anh ấy nhận một thẻ đỏ liên tiếp vào ngày 12 tháng 3 ở cuối trận thắng 2-1 trước Stoke City vì va chạm với Erik Pieters, mặc dù điều này nhanh chóng được lật lại sau khi kháng cáo.
Đã không ghi bàn ở giải đấu trong hơn bốn tháng, Mané đã ghi hai bàn trong chiến thắng 3–2 trước Liverpool vào ngày 20 tháng 3 năm 2016, tiếp theo là năm bàn thắng trong năm trận đấu tiếp theo, bao gồm một cú hat-trick trong chiến thắng 4–2 chiến thắng trước Manchester City vào ngày 1 tháng 5. Anh kết thúc mùa giải với tư cách là cầu thủ ghi nhiều bàn thắng nhất cho Southampton, với 15 bàn thắng trên mọi đấu trường.

### Liverpool

#### Mùa giải 2016–17

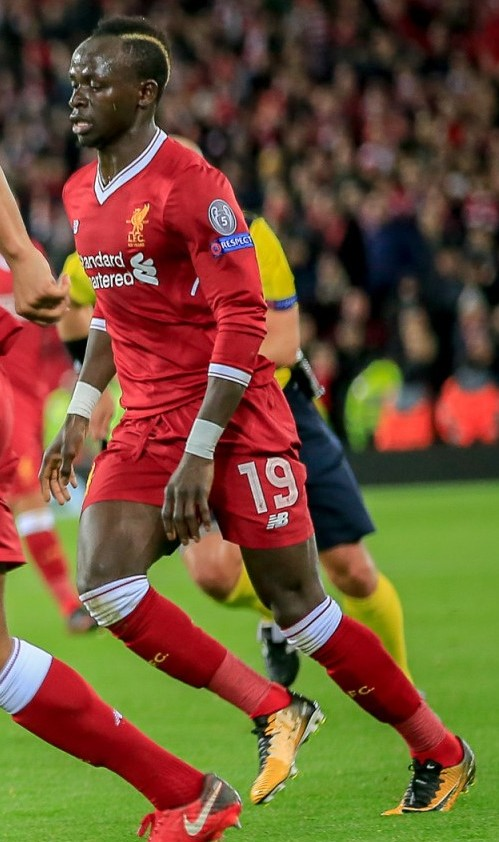
Mané chơi cho Liverpool năm 2017.

Ngày 28 tháng 6 năm 2016, Liverpool chính thức có được Mané theo bản hợp đồng có thời hạn năm năm sau khi bỏ ra 34 triệu £, giúp anh trở thành cầu thủ châu Phi đắt giá nhất lịch sử. Bàn thắng đầu tiên của anh cho Liverpool đến vào ngày 6 tháng 8, trong trận giao hữu trước mùa giải thắng Barcelona 4–0. Ngày 14 tháng 8, ngay trong trận đấu đầu tiên tại Premier League trong màu áo Liverpool, Mané đã có pha lập công giúp đội bóng của anh đánh bại Arsenal 4-3 trên sân khách. Bàn thắng thứ hai của anh cũng là bàn thắng đầu tiên tại Anfield là pha ghi bàn nâng tỉ số lên 2-0 trong chiến thắng 4-1 trước đương kim vô địch Ngoại hạng Anh Leicester City vào ngày 10 tháng 9.
Ngày 6 tháng 11, anh lập cú đúp trong trận đại thắng 6-1 trước Watford, giúp Liverpool lần đầu tiên trong mùa giải vươn lên vị trí đầu bảng Premier League. Ngày 19 tháng 12, Mané ghi bàn thắng duy nhất trong trận derby vùng Merseyside với Everton  tại Goodison Park ở phút bù giờ thứ tư của trận đấu.
Ngày 1 tháng 4, anh tiếp tục ghi bàn trong cuộc đối đầu derby vùng Merseyside với Everton, giúp Liverpool giành chiến thắng 3-1 nhưng phải rời sân do chấn thương ngay đầu hiệp 2.  Chấn thương này sau đó đã khiến Mané phải chịu phẫu thuật và do đó nghỉ đến hết giai đoạn còn lại của mùa giải 2016-17. Ngày 20 tháng 4 năm 2017, Mané được Hiệp hội cầu thủ chuyên nghiệp Anh (PFA) bầu chọn vào danh sách Đội hình tiêu biểu Premier League mùa 2016-17 với thành tích 13 bàn thắng tại Premier League cho Liverpool.

#### Mùa giải 2017–18
Trong trận đấu đầu tiên của mùa giải 2017-18 vào ngày 12 tháng 8 năm 2017, Mané trở thành người ghi bàn đầu tiên của Liverpool trong mùa giải mới, trận đấu hòa 3-3 với Watford. Với thành tích ghi bàn trong cả ba trận đấu của Liverpool trong tháng 8, Mané đã nhận danh hiệu Cầu thủ xuất sắc nhất tháng 8/2017 của Premier League. Ngày 9 tháng 9 năm 2017, trong trận đấu với Manchester City, Mané trong một pha lao xuống ham bóng đã đạp vào mặt thủ môn Ederson của đối phương và lãnh thẻ đỏ trực tiếp ở phút 37. Liverpool khi đó đã bị dẫn 0-1, và sau khi mất người, họ nhận thêm bốn bàn thua nữa. Án treo giò ba trận của anh được giữ nguyên sau khi FA bác đơn kháng án từ Liverpool.
Ngày 4 tháng 11, Mané trở lại thi đấu lần đầu tiên kể từ đầu tháng 10 sau khi hồi phục sau chấn thương gân kheo đã có hai pha kiến tạo trong chiến thắng 4-1 trước West Ham. Ngày 6 tháng 12, anh lập cú đúp trong trận đại thắng Spartak Moscow để Liverpool giành vé vào vòng 16 đội UEFA Champions League 2017-18 với ngôi nhất bảng. Trong ngày đầu năm mới 2018, anh ghi bản mở tỉ số trong chiến thắng 2-1 của Liverpool trước Burnley. Hai tuần sau đó, anh là một trong ba cầu thủ Liverpool lập công chỉ trong 10 phút của hiệp hai để đánh bại Manchester City, chấm dứt chuỗi 30 trận bất bại tại Premier League của đối thủ.
Ngày 14 tháng 2, Mané lần đầu tiên lập hat-trick tại đấu trường Châu Âu, giúp Liverpool đánh bại Porto 5–0 trong trận lượt đi vòng 16 đội UEFA Champions League.
Ngày 4 tháng 4 năm 2018, anh ghi bàn thắng rất quan trọng nâng tỷ số lên 3-0 trong trận gặp Manchester City tại lượt đi vòng tứ kết UEFA Champions League trên sân Anfield, tạo lợi thế lớn cho Liverpool trong trận lượt về diễn ra sau đó một tuần. 10 ngày sau, với bàn thắng trong trận đấu với Bournemouth, Mané có 44 bàn thắng tại Premier League để vượt qua Demba Ba trở thành cầu thủ Senegal ghi bàn nhiều nhất lịch sử giải đấu này.
Trong trận Chung kết UEFA Champions League 2018 với đội bóng Tây Ban Nha Real Madrid, Mané là người ghi bàn gỡ hòa 1-1 cho Liverpool trước khi Gareth Bale của Real lập cú đúp để đem về chiến thắng 3-1 cho đội bóng Tây Ban Nha.

#### Mùa giải 2018–19
Ngày 12 tháng 8, ngay trong trận mở màn Premier League 2018-19 với West Ham, Mané đã có được cú đúp bàn thắng nhưng có một bàn thắng được ghi trong tư thế việt vị.
Ngày 10 tháng 3 năm 2019, Mané lập cú đúp trong chiến thắng 4–2 trước Burnley để đi đến cột mốc 50 bàn thắng cho Liverpool. Ba ngày sau đó, anh tiếp tục có thêm một cú đúp nữa, lần này là trận thắng Bayern Munich 3-1 để giúp Liverpool lọt vào tứ kết Champions League, đồng thời trở thành cầu thủ Liverpool ghi bàn trên sân khách nhiều nhất tại giải đấu số một châu Âu cấp câu lạc bộ.
Tại vòng đấu cuối cùng của Premier League 2018-19, Mané là người ghi cả hai bàn thắng trong chiến thắng 2-0 trước Wolverhampton Wanderers. Dù chiến thắng này không đủ để giúp Liverpool giành chức vô địch, Mané với 22 bàn thắng đã cùng với đồng đội Mohamed Salah và Pierre-Emerick Aubameyang cùng nhau nhận danh hiệu Chiếc Giày Vàng Ngoại hạng Anh.
Vào ngày 1 tháng 6, Mané đã giúp Liverpool có được một quả phạt đền sớm trong trận chung kết UEFA Champions League 2019 với Tottenham. Liverpool cuối cùng đã giành chiến thắng với tỷ số 2–0 để giành chức vô địch giải đấu cao nhất châu Âu lần thứ sáu.

#### Mùa giải 2019–20

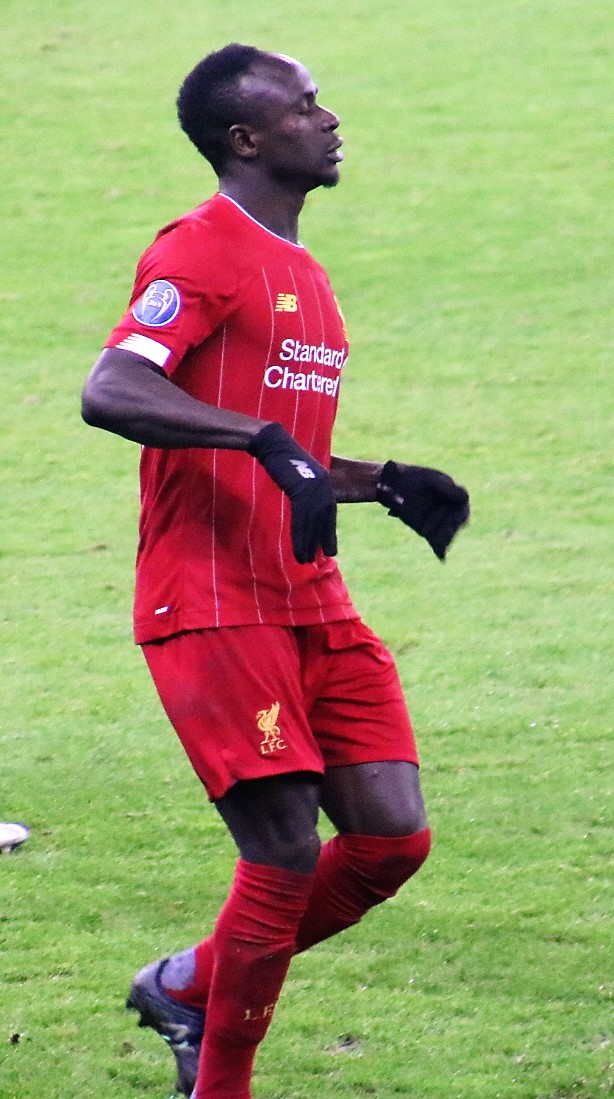
Mané thi đấu cho Liverpool tại UEFA Champions League vào tháng 12 năm 2019

Ngày 14 tháng 8 năm 2019, Mané lập cú đúp trong trận Siêu cúp châu Âu 2019 với Chelsea. Liverpool giành chức vô địch sau khi đánh bại Chelsea 5–4 trên loạt sút luân lưu sau 120 phút hòa nhau 2–2. Ba ngày sau đó, anh có bàn thắng đầu tiên tại Premier League 2019–20 với bàn mở tỉ số trong trận thắng Southampton 2-1. Ngày 31 tháng 8, Liverpool đã lập kỷ lục mới của câu lạc bộ này với chiến thắng thứ 13 liên tiếp tại Premier League sau khi vượt qua Burnley 3-0, trong đó có một bàn thắng của Mané. Ngày 14 tháng 9, anh có hai bàn thắng trong hiệp một để đem về chiến thắng 3-1 của Liverpool trước Newcastle United sau khi đã bị dẫn trước 1-0.
Ngày 2 tháng 10, Mané là người mở tỉ số trong chiến thắng khó khăn 4-3 trước đội bóng cũ của anh Red Bull Salzburg tại vòng bảng Champions League. Đây cũng là bàn thắng thứ 15 của anh tại đấu trường này sau 26 trận đã đấu. Ba ngày sau đó, anh có cột mốc trận đấu thứ 100 tại Premier League cho Liverpool và có một ngày thi đấu đáng nhớ với bàn thắng thứ 50 của anh tại đấu trường này cho the Reds cũng như đem về quả phạt đền ấn định chiến thắng 2-1 trước Leicester City. Với ba bàn thắng và một đường chuyền thành bàn, anh giành danh hiệu cầu thủ xuất sắc nhất Ngoại hạng Anh tháng 11/2019 và là lần thứ ba anh đạt được điều này.
Ngày 7 tháng 1 năm 2020, Mané trở thành Cầu thủ xuất sắc nhất châu Phi năm 2019. Anh là cầu thủ Senegal thứ hai sau El Hadji Diouf giành được danh hiệu này.
Sau khi giải đấu bị tạm hoãn từ tháng 3 đến tháng 6 do dịch COVID-19, Mané và Liverpool giành chức vô địch Ngoại hạng Anh sau 30 năm chờ đợi và vô địch sớm bảy vòng đấu. Kết thúc mùa giải 2019–20, Mané có 22 bàn thắng trên mọi đấu trường, trong đó 18 bàn thắng góp công vào danh hiệu vô địch Premier League của Lữ đoàn đỏ.

#### Mùa giải 2020–21
Ngày 20 tháng 9 năm 2020, Mané mở tài khoản bàn thắng của mình trong mùa bóng mới 2020–21 với cú đúp vào lưới Chelsea chỉ trong bốn phút tại vòng hai Ngoại hạng Anh.
Ngày 28 tháng 1, anh có một đường chuyền thành bàn và ghi bàn thắng ấn định chiến thắng 3-1 của Liverpool trên sân của Tottenham ở vòng 20 để trở lại Top 4 Ngoại hạng Anh. Với phong độ tệ hại của anh ấy và Liverpool, Mané tuyên bố rằng 2020–21 là mùa giải tồi tệ nhất trong sự nghiệp của anh ấy. Vào ngày 23 tháng 5 năm 2021, ngày cuối cùng của mùa giải Liên đoàn, Mané ghi một cú đúp trong chiến thắng 2–0 trước Crystal Palace, đảm bảo vị trí thứ ba cho Liverpool và suất dự Champions League mùa giải tiếp theo.

#### Mùa giải 2021–22

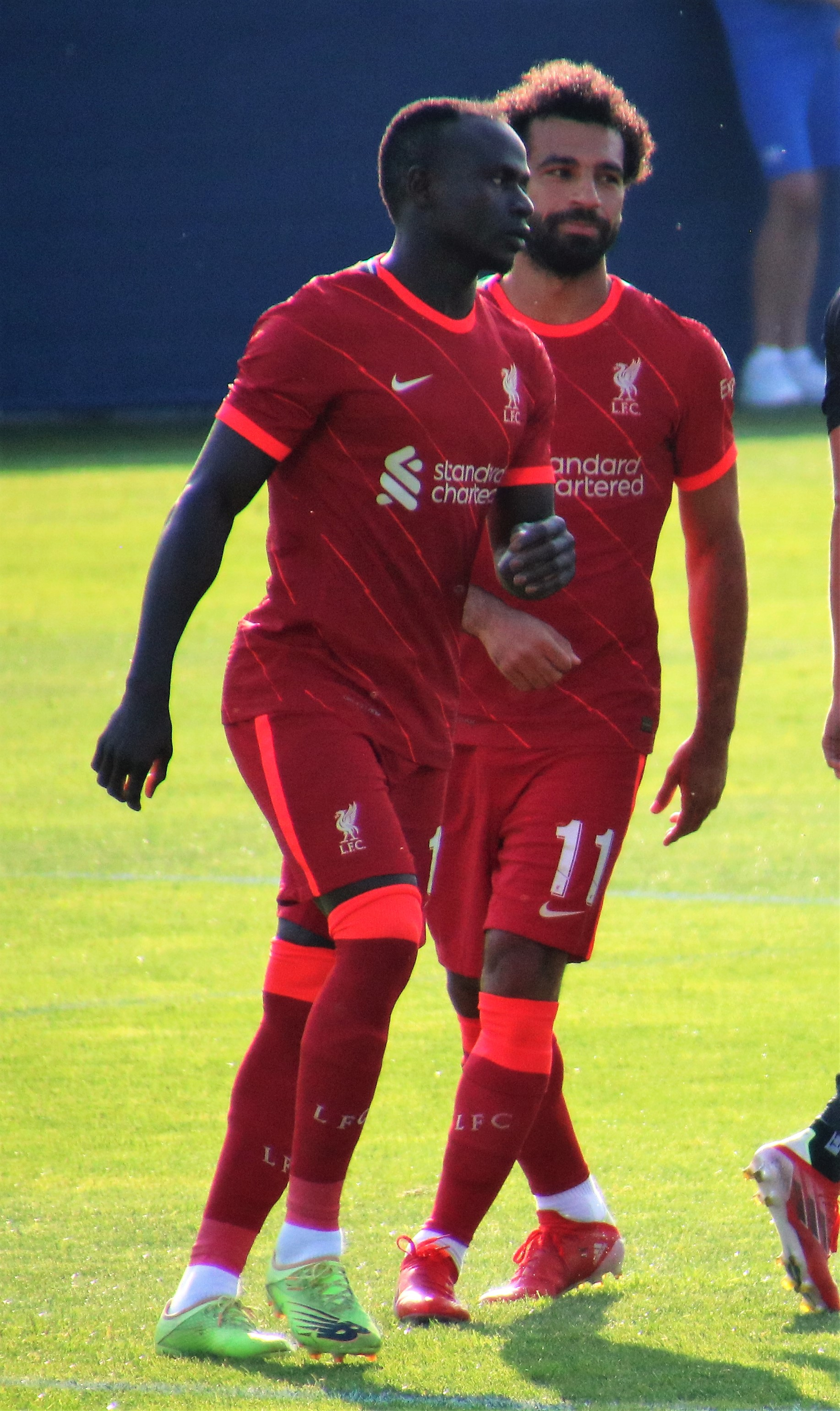
Mané và Salah trong trận đấu trước mùa giải năm 2021.

Vào ngày 18 tháng 9 năm 2021, Mané ghi bàn thắng thứ 100 cho Liverpool trong chiến thắng 3–0 trên sân nhà trước Crystal Palace tại Premier League. Bàn thắng vào lưới Crystal Palace cũng giúp Mané lập kỷ lục mới ở Premier League khi trở thành cầu thủ đầu tiên ghi bàn trong 9 trận liên tiếp trước cùng một đối thủ. Vào ngày 16 tháng 10, Mané ghi bàn thắng thứ 100 tại Premier League — trở thành cầu thủ châu Phi thứ ba đạt được cột mốc này sau Didier Drogba và Salah — với bàn thắng mở tỷ số cho Liverpool trong chiến thắng 5–0 trước Watford.

### Bayern Munich
Vào ngày 22 tháng 6 năm 2022, Mané gia nhập câu lạc bộ Bundesliga Bayern Munich theo hợp đồng với phía Đức đến ngày 30 tháng 6 năm 2025. Mức phí được báo cáo là 32 triệu euro (27,4 triệu bảng) có khả năng tăng lên 41 triệu euro (35 triệu bảng) dựa trên số lần xuất hiện cộng với thành tích cá nhân và đồng đội.

## Sự nghiệp quốc tế

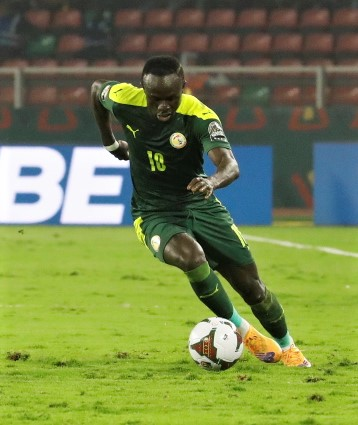
Sadio Mané trong trận đấu Sénégal - Ai Cập ở chung kết CAN 2021. Sénégal sau đó thắng 4-2 ở loạt luân lưu.

Mané là thành viên đội U-23 Senegal tham dự Thế vận hội Mùa hè 2012 và anh được ra sân trong cả bốn trận đấu của U-23 Senegal tại giải đấu này. Đứng nhì bảng A sau Đội tuyển bóng đá Olympic Vương quốc Anh, U-23 Senegal gặp U-23 México (đội đăng quang giải đấu này) và để thua 2-4.
Mané được triệu tập vào đội tuyển quốc gia Sénégal lần đầu tiên vào tháng 5 năm 2012 và có trận đầu cho tuyển quốc gia trong trận thua Morocco 1-0. Ngày 2 tháng 6 năm 2012, anh có bàn thắng đầu tiên cho Sénégal trong chiến thắng 3-1 trước Liberia trong khuôn khổ vòng loại World Cup 2014.
Mané vẫn cùng đội tuyển Sénégal tham dự Cúp bóng đá châu Phi 2015 dù bị chấn thương bắp chân vào ngày 1 tháng 1 năm 2015. Anh có mặt trong hai trận đấu còn lại của Sénégal tại vòng bảng với Nam Phi và Algérie. Sénégal bị loại ngay từ vòng bảng khi chỉ đứng thứ ba trong bảng.
Trong lượt đấu thứ hai của đội tuyển Sénégal tại bảng B của cúp bóng đá châu Phi 2017, anh đã ghi bàn thắng mở tỉ số trận đấu bằng một quả phạt đền, giúp Sénégal đánh bại Tunisia với tỉ số 2-0. Bốn ngày sau, anh ghi thêm một bàn thắng cũng mở tỉ số trận đấu, giúp Sénégal vượt qua Zimbabwe với tỉ số tương tự. Kết quả này giúp cho Sénégal đứng đầu bảng B với 7 điểm. Tuy nhiên, đội tuyển Sénégal đã phải dừng bước ở tứ kết sau khi để thua Cameroon với tỉ số 4-5 ở loạt sút luân lưu 11m sau khi hai đội hòa 0-0 sau 120 phút thi đấu chính thức, trong đó Mané đá hỏng quả 11m.
Mané là một trong 23 cầu thủ Sénégal tham dự FIFA World Cup 2018 tại Nga. Trong lượt trận thứ hai vòng bảng gặp Nhật Bản, anh đã có bàn thắng mở tỉ số cho đội tuyển quốc gia trong trận hòa 2-2 trước đại diện châu Á, đây cũng là bàn thắng đầu tiên và cũng là bàn thắng duy nhất của anh cho đội tuyển quốc gia tại giải đấu này. Chung cuộc, đội tuyển Sénégal rời giải với 4 điểm, xếp thứ ba bảng H bằng Nhật Bản nhưng đứng sau do kém về chỉ số fair-play, trong đó Mané góp mặt ở cả ba trận đấu vòng bảng trước Ba Lan, Nhật Bản và Colombia.
Anh tiếp tục có tên trong danh sách thành phần đội tuyển Sénégal tham dự cúp bóng đá châu Phi 2019 ở Ai Cập, giải đấu mà Sénégal góp mặt ở trận chung kết, chịu thất bại trước Algérie và giành ngôi á quân.
Năm 2022, anh cùng đội tuyển Sénégal giành chức vô địch cúp bóng đá châu Phi 2021 lần đầu tiên sau khi vượt qua Ai Cập ở trận chung kết, đồng thời anh giành được danh hiệu cầu thủ xuất sắc nhất giải.

## Phong cách thi đấu

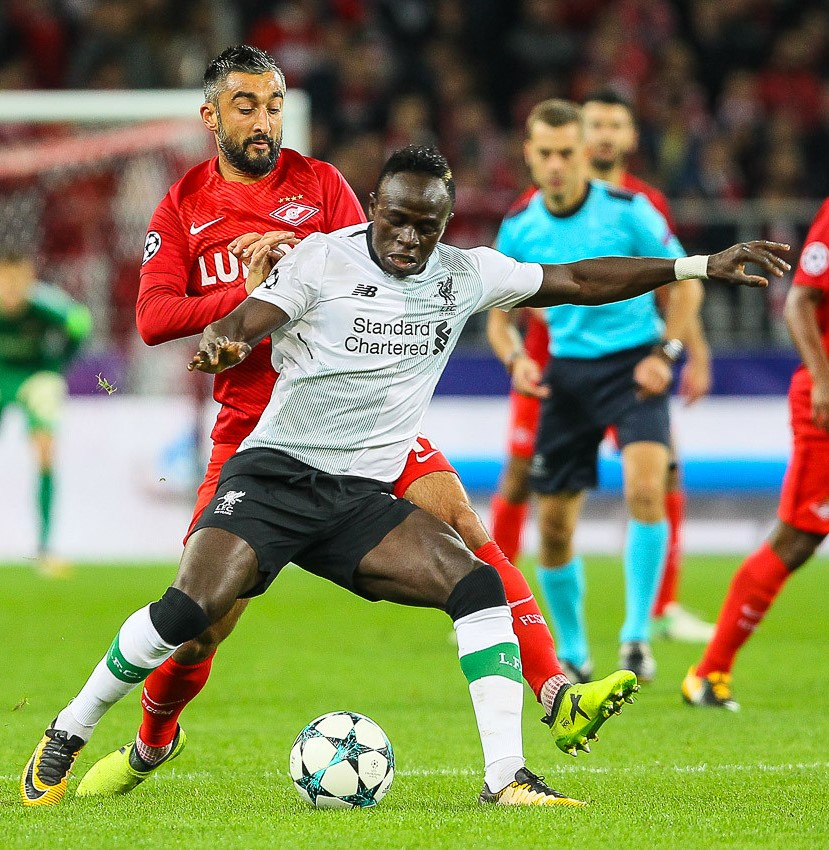
Mané với Liverpool năm 2017.

Mané được đồng đội Liverpool, Fabinho mô tả là một cầu thủ hoàn toàn chơi với 'cường độ cao và sự tập trung cao độ'. Cựu hậu vệ Liverpool, Jamie Carragher gọi Mané là "cầu thủ chạy cánh đẳng cấp thế giới", so sánh anh với cựu cầu thủ Liverpool John Barnes. Anh được so sánh với Cristiano Ronaldo bởi cựu hậu vệ của Ajax, Danny Blind, người đã ca ngợi anh về khả năng ghi bàn bằng cả chân và đầu, cùng với việc thực hiện những pha chạy nước rút "đáng kinh ngạc". Là một tiền đạo đa năng, Mané là một tay săn bàn cừ khôi, với những đặc điểm chính là dứt điểm, tốc độ, kỹ thuật và sự lắt léo khi sở hữu, cũng như khả năng ra quyết định, nhận thức chiến thuật, sự sáng tạo, nhanh nhẹn, thăng bằng, kiểm soát, chạm bóng, và kỹ năng lừa bóng. Anh ấy đã nhận được nhiều lời khen ngợi trên các phương tiện truyền thông nhờ lối chơi thông minh, chuyền bóng và khả năng chọn vị trí tốt, từ đó anh ấy có thể ghi bàn hoặc tạo cơ hội cho đồng đội. Được biết đến với tính cách trầm lặng và rụt rè, khả năng đối phó với áp lực cũng được đánh giá là một trong những điểm mạnh chính của anh ấy. Ngoài phẩm chất tấn công, kỹ thuật và sáng tạo, tỷ lệ phòng ngự cao của anh ấy cũng đã được các chuyên gia chú ý, cũng như khả năng không chiến của anh ấy, mặc dù chiều cao khiêm tốn của anh ấy là 1,75m (5' 9"). Mané thường chơi như một cầu thủ chạy cánh bên cánh trái, một vị trí cho phép anh ta cắt vào trung tâm và sút vào khung thành bằng chân phải khỏe hơn của mình.

## Cộng đồng và từ thiện
Bên cạnh những đóng góp to lớn cho Liverpool, cầu thủ người Senegal cũng rất tích cực tham gia vào các hoạt động thiện nguyện khi bỏ tiền túi ra xây dựng bệnh viện, trường học và nhà ở cho người dân nghèo tại quê hương Bambali.
Cụ thể, vào năm 2019, Mané đã quyên góp 250.000 bảng Anh (319.103 đô la, 284.813 €) để xây dựng một trường học ở quê nhà Banbali, Senegal. Năm 2021, anh quyên góp 500.000 bảng Anh (638.207 đô la, 561.987 euro) để xây dựng một bệnh viện ở Banbali.
Sadio Mané đã được trao giải thưởng Socrates Maiden sau những đóng góp đáng trân trọng cho quê hương Senegal, giải thưởng để vinh danh những người có đóng góp tích cực cho hoạt động thiện nguyện.

## Đời tư
Mané hiện đang sống ở Allerton, Liverpool và đã bị trộm hai lần, một lần vào tháng 11 năm 2017 và một lần nữa vào tháng 2 năm 2019. Anh ta là một người Hồi giáo thực hành và thỉnh thoảng được nhìn thấy thực hiện du'a trước khi bắt đầu mỗi trận đấu.

## Thống kê sự nghiệp

### Câu lạc bộ
Tính đến 5 tháng 3 năm 2022
| Câu lạc bộ          | Mùa giải            | Giải vô địch                | Giải vô địch | Giải vô địch | Cúp quốc gia | Cúp quốc gia | Cúp liên đoàn | Cúp liên đoàn | Châu lục | Châu lục | Khác | Khác | Tổng cộng | Tổng cộng |
| Câu lạc bộ          | Mùa giải            | Giải đấu                    | Trận         | Bàn          | Trận         | Bàn          | Trận          | Bàn           | Trận     | Bàn      | Trận | Bàn  | Trận      | Bàn       |
| ------------------- | ------------------- | --------------------------- | ------------ | ------------ | ------------ | ------------ | ------------- | ------------- | -------- | -------- | ---- | ---- | --------- | --------- |
| Metz                | 2011–12             | Ligue 2                     | 19           | 1            | 0            | 0            | 0             | 0             | —        | —        | —    | —    | 19        | 1         |
| Metz                | 2012–13             | Championnat National        | 3            | 1            | 0            | 0            | 1             | 0             | —        | —        | —    | —    | 4         | 1         |
| Metz                | Tổng cộng           | Tổng cộng                   | 22           | 2            | 0            | 0            | 1             | 0             | 0        | 0        | —    | —    | 23        | 2         |
| Red Bull Salzburg   | 2012–13             | Austian Football Bundesliga | 26           | 16           | 3            | 3            | —             | —             | —        | —        | —    | —    | 29        | 19        |
| Red Bull Salzburg   | 2013–14             | Austian Football Bundesliga | 33           | 13           | 4            | 5            | —             | —             | 13       | 5        | —    | —    | 50        | 23        |
| Red Bull Salzburg   | 2014–15             | Austian Football Bundesliga | 4            | 2            | 1            | 1            | —             | —             | 3        | 0        | —    | —    | 8         | 3         |
| Red Bull Salzburg   | Tổng cộng           | Tổng cộng                   | 63           | 31           | 8            | 9            | 0             | 0             | 16       | 5        | —    | —    | 87        | 45        |
| Southampton         | 2014–15             | Premier League              | 30           | 10           | 0            | 0            | 2             | 0             | —        | —        | —    | —    | 32        | 10        |
| Southampton         | 2015–16             | Premier League              | 37           | 11           | 1            | 0            | 2             | 3             | 3        | 1        | —    | —    | 43        | 15        |
| Southampton         | Tổng cộng           | Tổng cộng                   | 67           | 21           | 1            | 0            | 4             | 3             | 3        | 1        | —    | —    | 75        | 25        |
| Liverpool           | 2016–17             | Premier League              | 27           | 13           | 0            | 0            | 2             | 0             | —        | —        | —    | —    | 29        | 13        |
| Liverpool           | 2017–18             | Premier League              | 29           | 10           | 2            | 0            | 0             | 0             | 13       | 10       | —    | —    | 44        | 20        |
| Liverpool           | 2018–19             | Premier League              | 36           | 22           | 0            | 0            | 1             | 0             | 13       | 4        | —    | —    | 50        | 26        |
| Liverpool           | 2019–20             | Premier League              | 35           | 18           | 1            | 0            | 0             | 0             | 8        | 2        | 3    | 2    | 47        | 22        |
| Liverpool           | 2020–21             | Premier League              | 35           | 11           | 2            | 2            | 0             | 0             | 10       | 3        | 1    | 0    | 48        | 16        |
| Liverpool           | 2021–22             | Premier League              | 24           | 12           | 1            | 0            | 1             | 0             | 7        | 2        | —    | —    | 33        | 14        |
| Liverpool           | Tổng cộng           | Tổng cộng                   | 186          | 86           | 6            | 2            | 4             | 0             | 51       | 21       | 4    | 2    | 251       | 111       |
| Tổng cộng sự nghiệp | Tổng cộng sự nghiệp | Tổng cộng sự nghiệp         | 338          | 140          | 15           | 11           | 9             | 3             | 70       | 27       | 4    | 2    | 436       | 183       |

1. ↑  2 lần ra sân tại UEFA Champions League, 11 lần ra sân và 5 bàn tại UEFA Europa League
2. 1 2 3 4 5 6  Ra sân tại UEFA Champions League
3. ↑  Ra sân tại UEFA Europa League
4. ↑  1 lần ra sân và 2 bàn tại UEFA Super Cup, 2 lần ra sân tại FIFA Club World Cup
5. ↑  Ra sân tại FA Community Shield

### Quốc tế
Tính đến 29 tháng 1 năm 2024
| Đội tuyển quốc gia | Năm       | Trận | Bàn |
| ------------------ | --------- | ---- | --- |
| Sénégal            | 2012      | 6    | 2   |
| Sénégal            | 2013      | 6    | 1   |
| Sénégal            | 2014      | 8    | 3   |
| Sénégal            | 2015      | 8    | 3   |
| Sénégal            | 2016      | 12   | 1   |
| Sénégal            | 2017      | 10   | 4   |
| Sénégal            | 2018      | 8    | 1   |
| Sénégal            | 2019      | 11   | 4   |
| Sénégal            | 2020      | 2    | 2   |
| Sénégal            | 2021      | 9    | 5   |
| Sénégal            | 2022      | 12   | 8   |
| Sénégal            | 2023      | 9    | 6   |
| Sénégal            | 2024      | 4    | 1   |
| Tổng cộng          | Tổng cộng | 105  | 41  |

### Bàn thắng cho đội tuyển quốc gia
| #   | Ngày                 | Địa điểm                                                    | Đối thủ        | Bàn thắng | Kết quả | Giải đấu                      |
| --- | -------------------- | ----------------------------------------------------------- | -------------- | --------- | ------- | ----------------------------- |
| 1.  | 2 tháng 6 năm 2012   | Sân vận động Leopold Senghor, Dakar, Sénégal                | Liberia        | 3–1       | 3–1     | Vòng loại FIFA World Cup 2014 |
| 2.  | 14 tháng 11 năm 2012 | Sân vận động Tướng Seyni Kountché, Niamey, Niger            | Niger          | 1–1       | 1–1     | Giao hữu                      |
| 3.  | 7 tháng 9 năm 2013   | Sân vận động Marrakech, Marrakesh, Maroc                    | Uganda         | 1–0       | 1–0     | Vòng loại FIFA World Cup 2014 |
| 4.  | 5 tháng 3 năm 2014   | Sân vận động Municipal, Saint-Leu-la-Forêt, Pháp            | Mali           | 1–0       | 1–1     | Giao hữu                      |
| 5.  | 5 tháng 9 năm 2014   | Sân vận động Leopold Senghor, Dakar, Sénégal                | Ai Cập         | 1–0       | 2–0     | Vòng loại CAN 2015            |
| 6.  | 10 tháng 9 năm 2014  | Sân vận động Quốc gia Botswana, Gaborone, Botswana          | Botswana       | 1–0       | 2–0     | Vòng loại CAN 2015            |
| 7.  | 13 tháng 6 năm 2015  | Sân vận động Leopold Senghor, Dakar, Sénégal                | Burundi        | 3–1       | 3–1     | Vòng loại CAN 2017            |
| 8.  | 5 tháng 9 năm 2015   | Sân vận động Sam Nujoma, Windhoek, Namibia                  | Namibia        | 2–0       | 2–0     | Vòng loại CAN 2017            |
| 9.  | 13 tháng 11 năm 2015 | Sân vận động Thành phố Mahamasina, Antananarivo, Madagascar | Madagascar     | 2–2       | 2–2     | Vòng loại FIFA World Cup 2018 |
| 10. | 4 tháng 6 năm 2016   | Sân vận động Hoàng tử Louis Rwagasore, Bujumbura, Burundi   | Burundi        | 1–0       | 2–0     | Vòng loại CAN 2017            |
| 11. | 15 tháng 1 năm 2017  | Sân vận động Franceville, Franceville, Gabon                | Tunisia        | 1–0       | 2–0     | CAN 2017                      |
| 12. | 19 tháng 1 năm 2017  | Sân vận động Franceville, Franceville, Gabon                | Zimbabwe       | 1–0       | 2–0     | CAN 2017                      |
| 13. | 27 tháng 3 năm 2017  | Sân vận động Sébastien Charléty, Paris, Pháp                | Bờ Biển Ngà    | 1–0       | 1–1     | Giao hữu                      |
| 14. | 5 tháng 9 năm 2017   | Sân vận động 4 tháng 8, Ouagadougou, Burkina Faso           | Burkina Faso   | 1–2       | 2–2     | Vòng loại FIFA World Cup 2018 |
| 15. | 24 tháng 6 năm 2018  | Sân vận động Trung tâm, Yekaterinburg, Nga                  | Nhật Bản       | 1–0       | 2–2     | FIFA World Cup 2018           |
| 16. | 26 tháng 3 năm 2019  | Sân vận động Leopold Senghor, Dakar, Sénégal                | Mali           | 1–1       | 2–1     | Giao hữu                      |
| 17. | 1 tháng 7 năm 2019   | Sân vận động 30 tháng 6, Cairo, Ai Cập                      | Kenya          | 2–0       | 3–0     | CAN 2019                      |
| 18. | 1 tháng 7 năm 2019   | Sân vận động 30 tháng 6, Cairo, Ai Cập                      | Kenya          | 3–0       | 3–0     | CAN 2019                      |
| 19. | 5 tháng 7 năm 2019   | Sân vận động Quốc tế Cairo, Cairo, Ai Cập                   | Uganda         | 1–0       | 1–0     | CAN 2019                      |
| 20. | 11 tháng 11 năm 2020 | Sân vận động Lat-Dior, Thiès, Sénégal                       | Guiné-Bissau   | 1–0       | 2–0     | Vòng loại CAN 2021            |
| 21. | 15 tháng 11 năm 2020 | Sân vận động 24 tháng 9, Bissau, Guiné-Bissau               | Guiné-Bissau   | 1–0       | 3–0     | Vòng loại CAN 2021            |
| 22. | 5 tháng 6 năm 2021   | Sân vận động Lat-Dior, Thiès, Sénégal                       | Cabo Verde     | 1–0       | 3–0     | Giao hữu                      |
| 23. | 8 tháng 6 năm 2021   | Sân vận động Lat-Dior, Thiès, Sénégal                       | Cabo Verde     | 2–0       | 2–0     | Giao hữu                      |
| 24. | 1 tháng 9 năm 2021   | Sân vận động Lat-Dior, Thiès, Sénégal                       | Togo           | 1–0       | 2–0     | Vòng loại FIFA World Cup 2022 |
| 25. | 7 tháng 9 năm 2021   | Sân vận động Alphonse Massamba-Débat, Brazzaville, Congo    | Cộng hòa Congo | 3–1       | 3–1     | Vòng loại FIFA World Cup 2022 |
| 26. | 9 tháng 10 năm 2021  | Sân vận động Lat-Dior, Thiès, Sénégal                       | Namibia        | 3–0       | 4–1     | Vòng loại FIFA World Cup 2022 |
| 27. | 10 tháng 1 năm 2022  | Sân vận động Kouekong, Bafoussam, Cameroon                  | Zimbabwe       | 1–0       | 1–0     | CAN 2021                      |
| 28. | 25 tháng 1 năm 2022  | Sân vận động Kouekong, Bafoussam, Cameroon                  | Cabo Verde     | 1–0       | 2–0     | CAN 2021                      |
| 29. | 2 tháng 2 năm 2022   | Sân vận động Ahmadou Ahidjo, Yaoundé, Cameroon              | Burkina Faso   | 3–1       | 3–1     | CAN 2021                      |
| 30. | 4 tháng 6 năm 2022   | Sân vận động Olympic Diamniadio, Dakar, Sénégal             | Bénin          | 1–0       | 3–1     | Vòng loại CAN 2023            |
| 31. | 4 tháng 6 năm 2022   | Sân vận động Olympic Diamniadio, Dakar, Sénégal             | Bénin          | 2–0       | 3–1     | Vòng loại CAN 2023            |
| 32. | 4 tháng 6 năm 2022   | Sân vận động Olympic Diamniadio, Dakar, Sénégal             | Bénin          | 3–0       | 3–1     | Vòng loại CAN 2023            |
| 33. | 7 tháng 6 năm 2022   | Sân vận động Olympic Diamniadio, Dakar, Sénégal             | Rwanda         | 1–0       | 1–0     | Vòng loại CAN 2023            |
| 34. | 24 tháng 9 năm 2022  | Sân vận động Source, Orléans, Pháp                          | Bolivia        | 2–0       | 2–0     | Vòng loại CAN 2023            |
| 35. | 24 tháng 3 năm 2023  | Sân vận động Olympic Diamniadio, Dakar, Sénégal             | Mozambique     | 2–0       | 5–1     | Vòng loại CAN 2023            |
| 36. | 20 tháng 6 năm 2023  | Sân vận động José Alvalade, Lisbon, Bồ Đào Nha              | Brasil         | 3–1       | 4–2     | Giao hữu                      |
| 37. | 20 tháng 6 năm 2023  | Sân vận động José Alvalade, Lisbon, Bồ Đào Nha              | Brasil         | 4–2       | 4–2     | Giao hữu                      |
| 38. | 16 tháng 10 năm 2023 | Stade Bollaert-Delelis, Lens, Pháp                          | Cameroon       | 1–0       | 1–0     | Giao hữu                      |
| 39. | 18 tháng 11 năm 2023 | Sân vận động Olympic Diamniadio, Diamniadio, Senegal        | Nam Sudan      | 2–0       | 4–0     | Vòng loại FIFA World Cup 2026 |
| 40. | 18 tháng 11 năm 2023 | Sân vận động Olympic Diamniadio, Diamniadio, Senegal        | Nam Sudan      | 4–0       | 4–0     | Vòng loại FIFA World Cup 2026 |
| 41. | 19 tháng 1 năm 2024  | Sân vận động Charles Konan Banny, Yamoussoukro, Bờ Biển Ngà | Cameroon       | 3–1       | 3–1     | CAN 2023                      |

## Danh hiệu

### Câu lạc bộ

#### Red Bull Salzburg
- Bundesliga Áo: 2013–14[91]
- Cúp bóng đá Áo: 2013–14[91]

#### Liverpool
- Premier League: 2019–20[92]
- FA Cup: 2021–22
- EFL Cup: 2021–22
- FA Community Shield: 2022
- UEFA Champions League: 2018–19[93]
- UEFA Super Cup: 2019[94]
- FIFA Club World Cup: 2019[95]

#### Bayern Munich
- Bundesliga: 2022–23
- DFL-Supercup: 2022

#### Al Nassr
- Arab Club Champions Cup: 2023

### Quốc tế
- Africa Cup of Nations: 2021[96]

### Cá nhân
- Đội hình CAF của năm: 2015, 2016, 2018, 2019
- Đội hình tiêu biểu của PFA: Premier League 2016–17, Premier League 2018–19, Premier League 2019–20
- Cầu thủ xuất sắc nhất tháng của Premier League: Tháng 8 năm 2017, tháng 3 năm 2019, tháng 11 năm 2019
- Giải thưởng Cầu thủ xuất sắc nhất mùa giải của người hâm mộ Liverpool: 2016–17
- Giải thưởng Cầu thủ xuất sắc nhất mùa giải của các cầu thủ Liverpool: 2016–17
- Chiếc giày vàng Premier League: 2018–19
- Đội hình tiêu biểu mùa giải UEFA Champions League: 2018–19
- Đội hình xuất sắc nhất năm của UEFA: 2019
- Cầu thủ xuất sắc nhất giải đấu Cúp các quốc gia châu Phi: 2021
- Giải đấu Cúp các quốc gia châu Phi: 2019 , 2021
- Cầu thủ xuất sắc nhất châu Phi: 2019
- Onze d'Or: 2018–19
- Đội tuyển thế giới nam IFFHS: 2019
- Đội hình ESM của năm: 2018–19
- Cầu thủ xuất sắc nhất của người hâm mộ PFA : Premier League 2019–20
- Đội nam xuất sắc nhất của IFFHS CAF: 2020
- Đội nam IFFHS CAF của thập kỷ 2011–2020
- Cầu thủ CAF nam xuất sắc nhất năm của IFFHS: 2020